# Sojus (Unionsvereinigung)
Sojus [sʌˈjus] (russisch Союз ‚Vereinigung‘, ‚Union‘) war eine Unionsvereinigung der Volksdeputierten der Sowjetunion.
Sojus wurde als Bewegung am 1. Dezember 1990 gegründet. Sie trat für den Erhalt der UdSSR ein, als hegemoniales und territorial unverändertes Land. Zu seinen führenden Vertretern gehörten die konservativen KPdSU-Mitglieder und Volksdeputierten Wiktor Alksnis, Juri Blochin, Jewgeni Kogan und Sergei Baburin. Ihre Vertreter kamen aus den Bereichen der militärischen Industrie, des KGBs, des Innenministeriums und des Parteiapparats der KPdSU. Im Obersten Sowjet und im Kongress der Volksdeputierten der UdSSR hatte Sojus nicht die Mehrheit. Sie war aber die stärkste Fraktion gegen die Reformen des Generalsekretärs der Partei Michail Gorbatschow.